# Marie Johansson
Ej att förväxla med journalisten Marie Johansson Flyckt (född 1967)
Astrid Marie Ingeborg Johansson tidigare Karlsson, född 16 oktober 1962 i Göteborg i Göteborgs och Bohus län, är en svensk kommunpolitiker (socialdemokrat). Hon var kommunstyrelsens ordförande i Gislaveds kommun från den 1 januari 2015 till den 31 december 2018 samt från den 1 januari 2023 till den 31 december 2024. Hon är kommunalråd sedan 1 januari 2007. Hon var oppositionsråd 2007–2014 samt 2019–2022. Hon har tidigare varit ordförande i kommunfullmäktige i samma kommun åren 1998–2006.
Johansson är ledamot i SKR:s svenska delegation till den europeiska regionkommittén sedan 2020 och sitter där i utskottet för medborgarskap, styresformer, institutionella frågor och yttre förbindelser (CIVEX) samt i utskottet för socialpolitik, utbildning, sysselsättning, forskning och kultur (SEDEC). Hon är vidare ordförande i kyrkorådet i Gislaveds pastorat sedan 2020, ordförande i stiftsfullmäktige i Växjö stift samt ledamot av kyrkomötet.

## Uppdrag

### Kommunala uppdrag
- Ledamot av kommunfullmäktige, 1991–
- Kommunfullmäktiges ordförande, 1998–2006
- Kommunalråd, 2007–
- Kommunstyrelsens ordförande, 2015–2018 samt sedan 2023–2024
- Samhällsbyggnadsnämndens ordförande, 2025–[11]

### Kyrkliga uppdrag
- Kyrkofullmäktiges ordförande, Gislaveds pastorat, 2018–2020
- Kyrkorådets ordförande, Gislaveds pastorat, 2020–
- Stiftsfullmäktiges ordförande, Växjö stift, 2017–
- Ledamot av Kyrkomötet, 2013–
- Ledamot av Kyrkostyrelsen, 2021–